# Сен-Поль-Ру
Сен-Поль-Ру (фр. Saint-Pol-Roux), настоящее имя Поль-Пьер Ру (фр. Paul-Pierre Roux; 15 января 1861, Сент-Анри близ Марселя — 18 октября 1940, Брест) — французский писатель, драматург, поэт-символист.

## Биография и творчество
Родился в Марселе, детство прошло в Лионе. В Париже принимает участие в литературных манифестах, которыми сопровождается рождение символизма (примыкает к нему в 1884 году). Его имя фигурирует в оглавлении первого номера «Меркюр де Франс». Пеладан причисляет его к числу семи посвящённых в своей «Эстетике Розы + Креста», а Малларме называет своим сыном.
Сен-Поль-Ру участвовал в изданиях символистов с начала 1880-х годов. При этом, в отличие от них, проявлял интерес к общественному и техническому прогрессу, к более современным идеям. Творчество Сен-Поля Ру явилось связующим звеном между прогрессивными устремлениями позднего символизма и передовой поэзией XX века.
Автор поэмы «Лазарь» (1886), а также поэтических сборников: «Козёл отпущения» (1889), «Святилище странника» (т. 1—3, 1893—1907), «Древности» (1908), «Смерть пастуха» (1938).
Для Сен-Поля Ру назначение поэзии связано с выявлением той живой красоты, которая скована внешней стороной вещей: «Мне кажется, что человек погружен в туманный мир смутных обозначений, невнятных причин и следствий, весьма произвольных аналогий, неясностей… Мир тихо погибает; поэт не согласен с этим, он ищет под завалами жизни что-то живое и вытаскивает на поверхность». Бодлеровскому «лесу символов» он противопоставляет «лес противоположностей», которые и должен примирить поэт. Позже он почитался сюрреалистами как один из их предшественников и духовных учителей.
Помимо поэзии Сен-Поль Ру пишет драмы-мистерии: «Черная душа белого проповедника» (1893), «Последние времена». Пьеса «Женщина с косой в руках» (1899) стала первой частью трилогии, две другие части которой — «Трагическое в человеке» и «Ее величество Жизнь» — погибли при пожаре, когда немецкие солдаты подожгли его усадьбу под Камаре.
В предисловии к «Женщине с косой» он объявляет о своей новой программе, желая подчинить творчество жизни и «создать здоровое искусство». В этом он примыкает к Франсису Жамму или к Полю Фору. С 1907 году он практически отказывается от публикаций.
23 июня 1940 года, во время немецкой оккупации Франции, гитлеровцы ворвались в дом поэта в Бретани, тяжело ранили его дочь, устроили обыск и уничтожили все его поздние произведения; через четыре месяца Сен-Поль Ру умер в госпитале города Брест. Поль Элюар в стихотворении «Критика поэзии» («Заря разгоняет чудовищ») написал: «Сен-Поль Ру убит // Над его дочерью надругались».

Трагическая смерть престарелого поэта в результате фашистского вандализма послужила одним из толчков к консолидации литературы Сопротивления во Франции. 

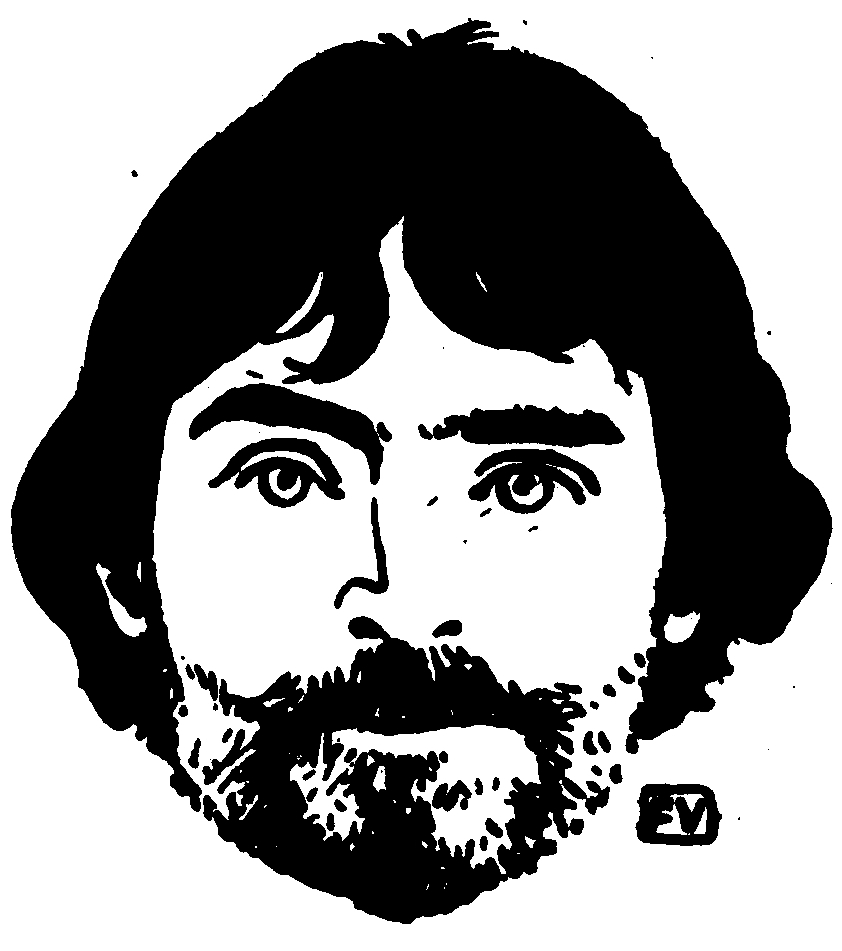
Портрет выполненный Феликсом Валлоттоном.

## Интересные факты
- «Сен-Поль Ру — сюрреалист в символе» так назвал его в «Манифесте сюрреализма» Андре Бретон.
- Ему посвящён опубликованный тайно в 1942 году роман «Молчание моря» (фр. Le Silence de la mer) написанный французским писателем Жаном Марселем Брюллером под псевдонимом «Веркор». в оккупированном немцами Париже, который быстро стал символом французского сопротивления против немецких оккупантов. Посвящение «Памяти убитого поэта Сен-Поль-Ру» подчеркивает смысл книги.

## Память
- В его честь названы общественный коллеж в Бресте и улица в коммуне Крозон (Crozon-Morgat) (29160).
- Изображён на французской почтовой марке 1968 года.

## Произведения
- Bouc émissaire, s.n., 1889
- L'âme noire du prieur blanc, Mercure de France 1893
- Les Reposoirs de la procession, vol 1., Mercure de France, 1893
- L'Épilogue des saisons humaines, Mercure de France 1893
- La Dame à la faulx, Mercure de France, 1899
- Les Reposoirs de la procession, vol. I : La Rose et les épines du chemin, Mercure de France, 1901
- Anciennetés, Mercure de France, 1903
- Les Reposoirs de la procession, vol. II : De la colombe au corbeau par le paon, Mercure de France, 1904
- Les Reposoirs de la procession, vol. III : Les Féeries intérieures, Mercure de France, 1907
- Les Fééries intérieures, 1907
- La Mort du Berger, Broulet, Brest, 1938, 69 p.
- La Supplique du Christ, 1939.

## Публикации на русском языке
- Западноевропейская поэзия XX века, М.: Художественная литература, 1977. («Надгробное слово поэтам» Перевод В. Козового).[6]
- Дубровкин Р. Фавн перед зеркалом (стихотворения «младших» французских символистов в переводах Романа Дубровкина). — М.: Русский импульс, 2008. — 96 с.